# Kulík zlatý
Kulík zlatý (Pluvialis apricaria) je středně velký bahňák z čeledi kulíkovitých.

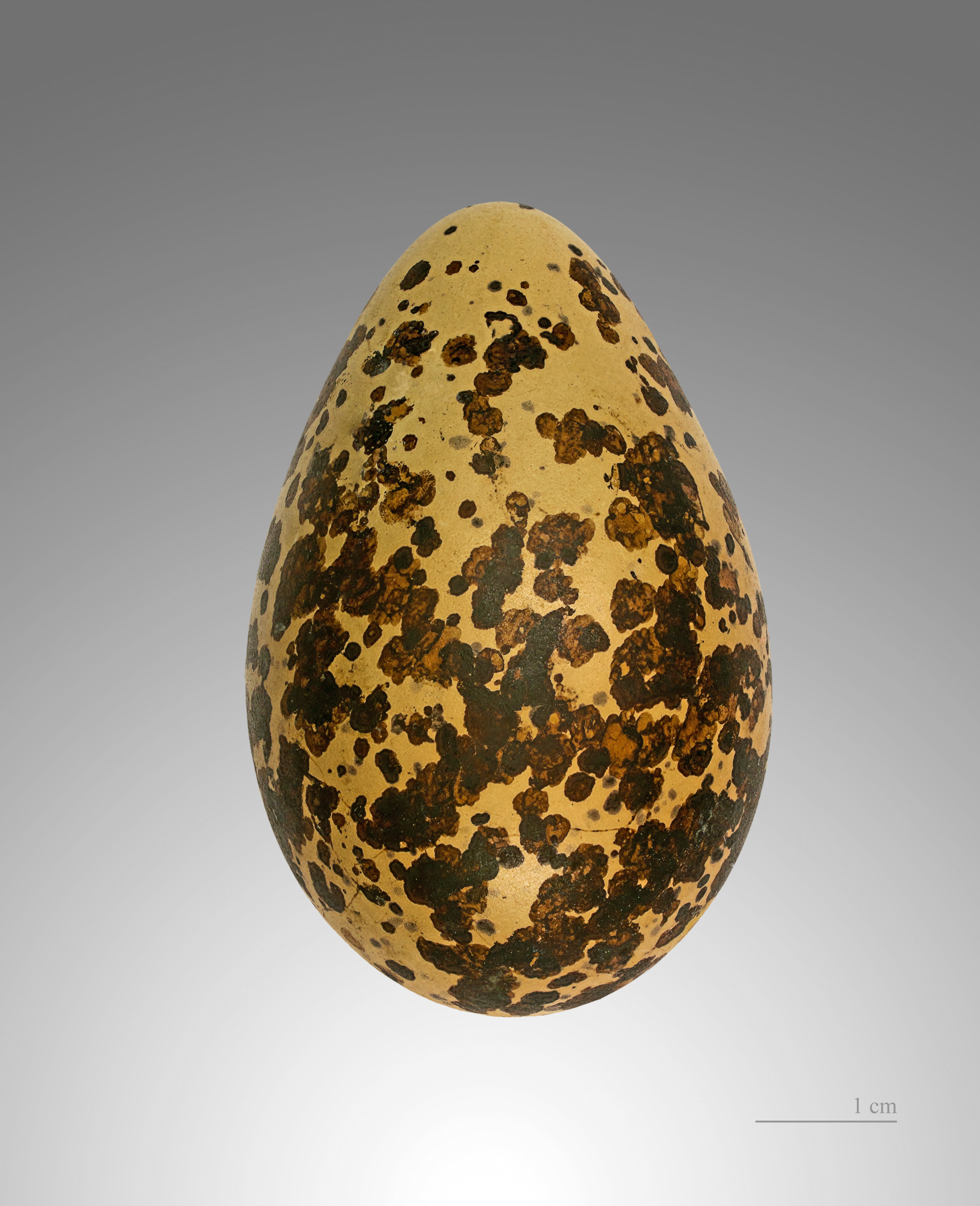
Vejce kulíka zlatého (Pluvialis apricaria)

Ve svatebním šatu se podobá kulíku bledému, svrchu je však skvrnitý na hnědém podkladu. V prostém šatu je spodina hnědavá. Hnízdí na rašeliništích, pastvinách, v horách nad hranicí lesa a v tundře. V Česku protahuje na jaře i na podzim.